# Rantenbach (Mur)
Der Rantenbach, ortsüblich auch [die] Ranten, ist ein linker Zufluss der Mur im Oberen Murtal im österreichischen Bundesland Steiermark. Er durchfließt die Gemeinden Krakau und Ranten, ehe er nach gut 35 km in Murau in die Mur mündet.

## Verlauf

### Rantengraben

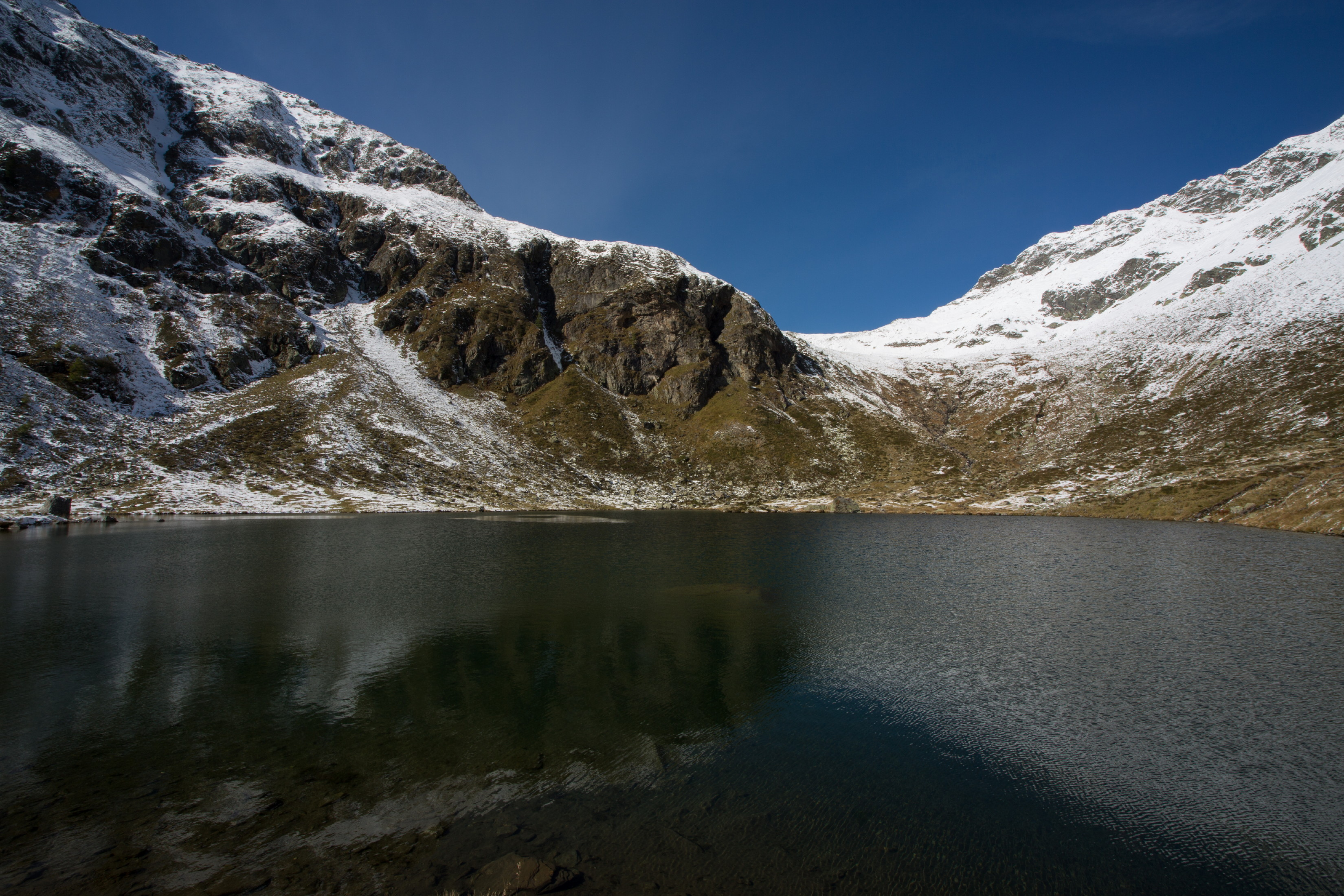
Rantensee gegen Rantentörl
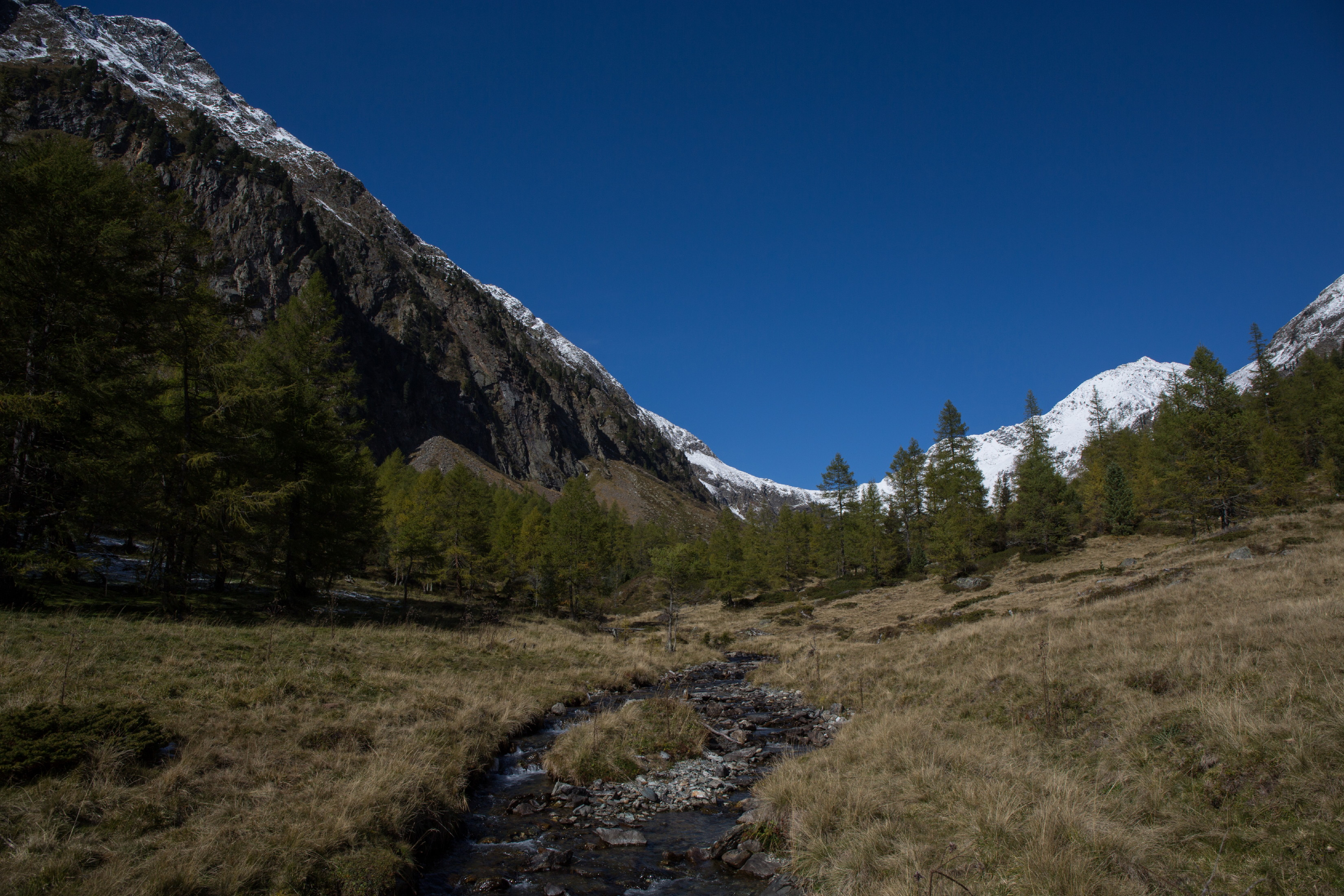
Oberlauf im hinteren Rantengraben

In seinem Oberlauf ist der Rantenbach ein kleiner alpiner Wildbach. Er entspringt um die 2050 m ü. A. in einem Hochkar südlich des Rantentörls (2166 m), am Hauptkamm der östlichen Schladminger Tauern zwischen Predigtstuhl (2543 m ü. A.) und Knarrnspitze (2387 m ü. A.). Nach kurzer Fließstrecke erreicht er, schon auf 1878 m ü. A., den Rantensee, und durchfließt danach das (Krakauer) Rantental, auch Rantengraben genannt, in Nord-Süd-Richtung. Kleinere Zuflüsse kommen etwa vom Hinterkarsee und vom Mitterkarsee auf der linken Talseite. Der schmale Talboden wird von Almflächen und lockerem Lärchenwald bestimmt. In diesem Abschnitt wird er von der Wildbach- und Lawinenverbauung betreut. Bei Laufkilometer sieben mündet rechtsseitig der Prebergraben (Preberbach, auch ebenfalls Rantenbach) ein.

### Krakauer Hochtal und Rantenschlucht

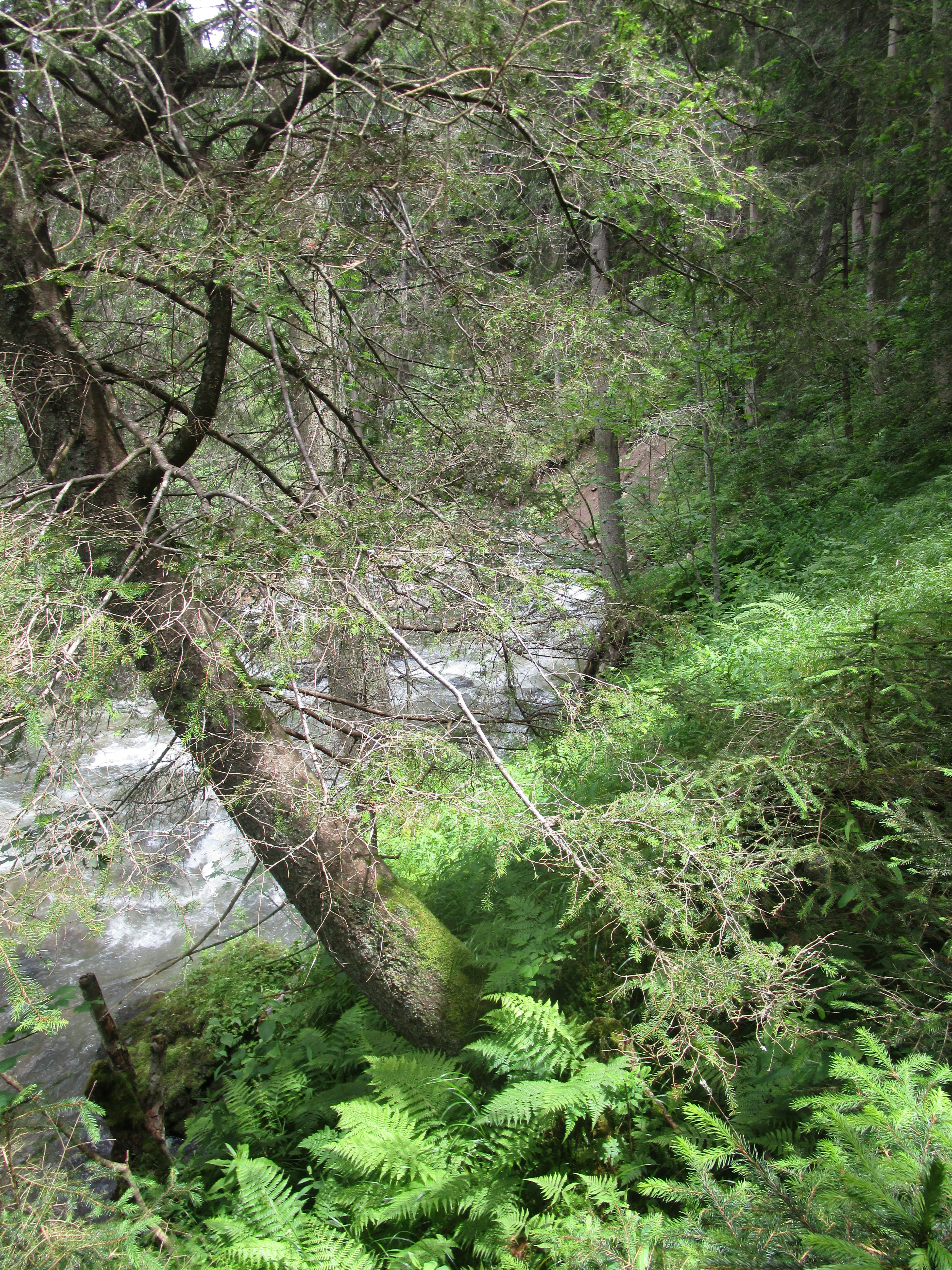
In der Rantenschlucht

Nach neun Kilometern Fließstrecke tritt der Rantenbach im Ort Moos (1269 m) ins Krakauer Hochtal (Krakautal) ein, wo von rechts der Feisterbach vom Prebersattel einmündet. In seinem Mittellauf rinnt der Bach hauptsächlich ostwärts, Prebertal – Krakautal sind ein Teil des Murparalleltals.
Nach der Feisterbach-Mündung passiert der Bach zwei Ausleitungskraftwerke und bildet auf dem von Grünland geprägten Hochtalboden die Grenze zwischen Krakauhintermühlen im Norden und Krakauschatten im Süden.
Nach dem Ort Brandstatt (1160 m) beginnt die durchwegs bewaldete Rantenschlucht. Der Bach erodiert hier in den eiszeitlichen Schotterkörper des Hochtals und teilt den Talboden zwischen Ober-/Unteretrach und Krakaudorf in zwei Terrassen. In der rund 100 Meter tiefen Schlucht mäandriert der Bach und bildet Prall- und Gleithänge aus. Aufgrund von seitlicher Unterspülung treten häufig Hangrutschungen auf. In der großteils unbegehbaren Schlucht nimmt der Bach mit dem Etrachbach einen bedeutenden linken Zufluss aus dem Tauerninneren auf.

### (Rantener) Rantental

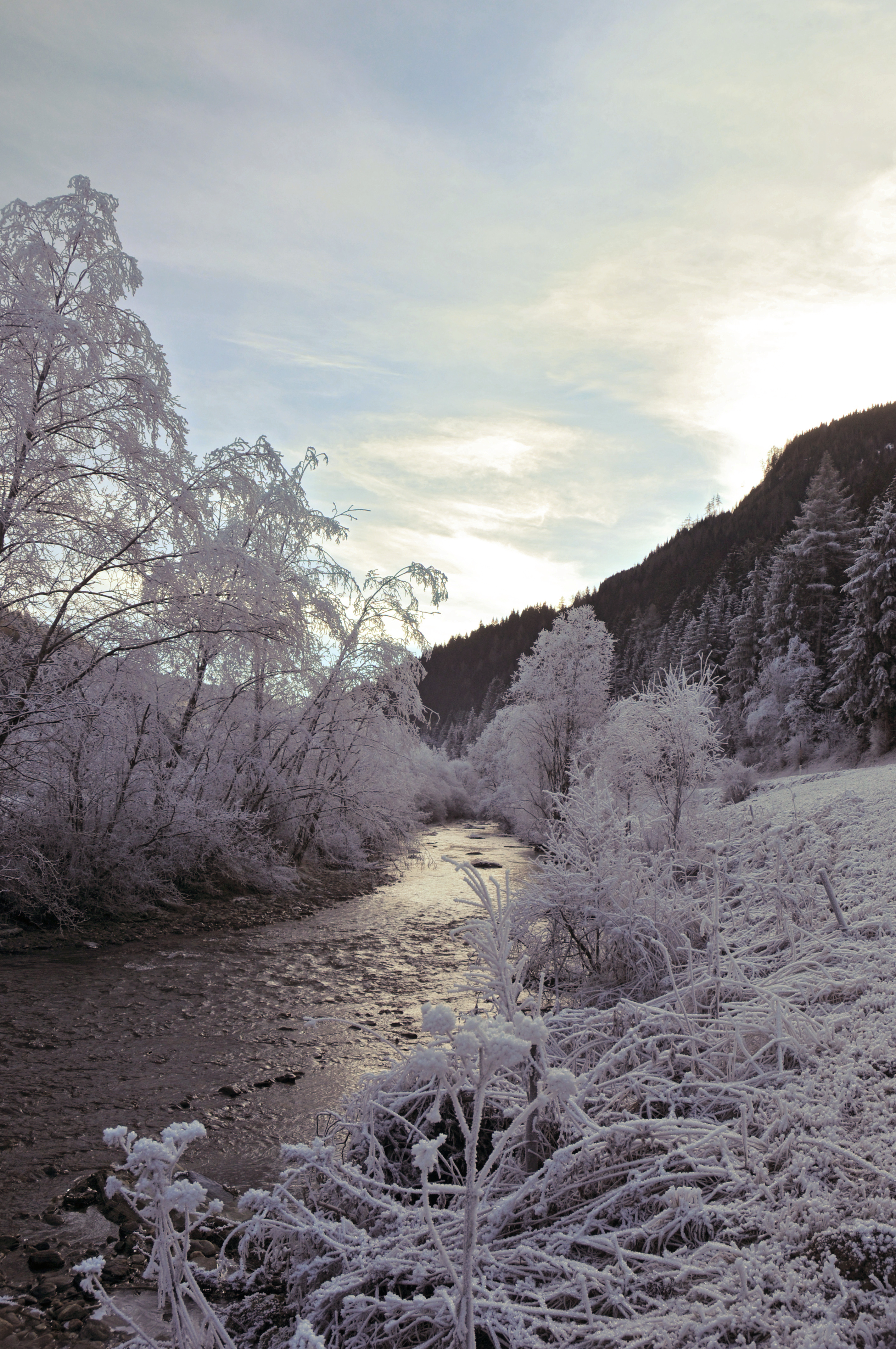
Bei Ranten-Löwenwirt
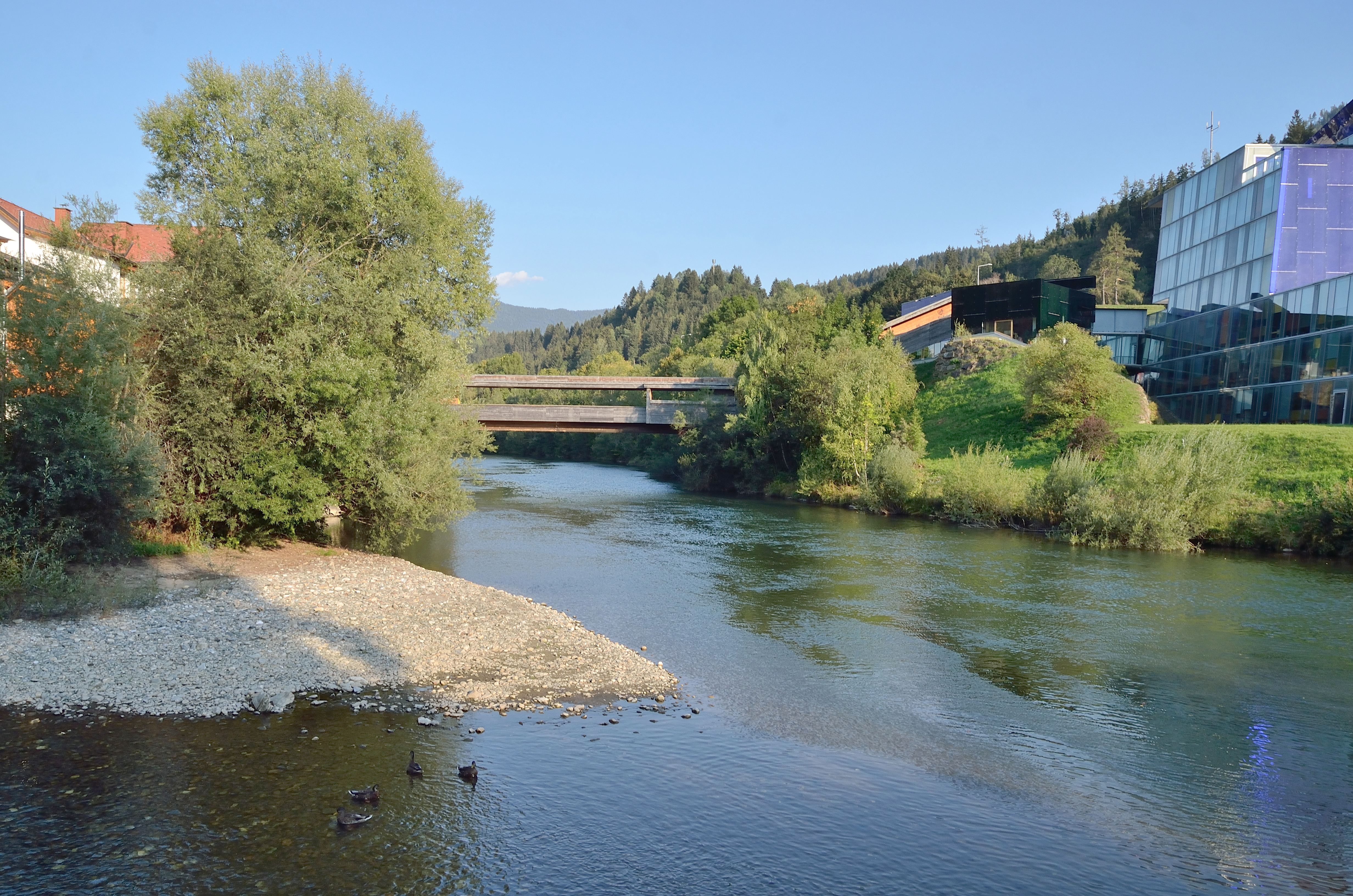
Mündung beim Mursteg in Murau

Nachdem der Rantenbach bei Seebach (961 m) das Krakautal verlassen und sich mit dem  Seetaler Bach vereinigt hat, durchfließt sein Unterlauf ein breiteres Tal, das wiederum Rantental genannt wird, und nimmt eine südöstliche Richtung ein.
Er passiert die Siedlungen Ratschfeld, Ranten und Tratten. Bei Fließkilometer 29, bei Kulmhammer, verengt sich das Tal wieder und der Bach verläuft direkt an der Murtal Straße (B 96). Diese Talverengung ist rechtsufrig geologisch instabil, hier ist ein großer Rutschhang (Lärchberg-Galgenwald).
Nach einem weiteren Ausleitungskraftwerk erreicht der Rantenbach die Bezirksstadt Murau und mündet östlich der Altstadt auf 750 m ü. A. in die Mur.

## Wirtschaft

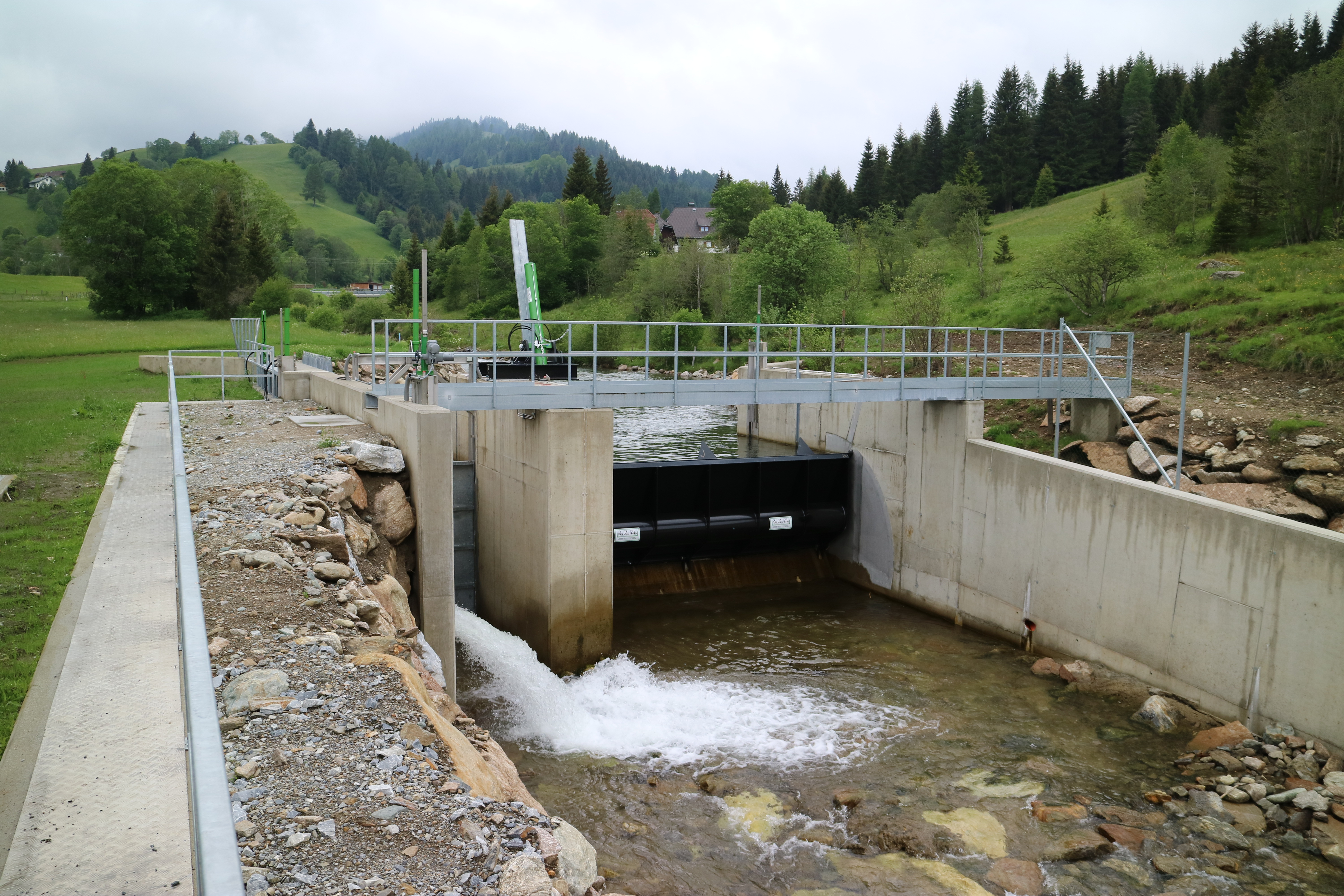
Bautätigkeiten KW Krakautal-Rantenbach, 2015

Historisch finden sich bei Murau an der Ranten neun Eisenhämmer erwähnt, die ab dem 15. Jahrhundert im Bezug zum Erzberg entstanden waren. Es sind dies der Prixenhammer (urk. 1496–1923), Herrschaftshammer (1667–1876/81), Grüblhammer, Brucken- oder Zeughammer, Drahtzughammer mit Nagelschmiede, Feldhammer, Heiligenstatthammer (bis 1805), sowie der Kulmhammer (urk. 1602–1876). Sie waren zuletzt durchwegs Schwarzenbergischer Besitz (seit 1617 auf Schloss Murau ansässig). Ein weiterer Hammer lag bei Tratten. An die Werke der Stadt erinnert die Adresse Am Hammer, vom Kulmhammer steht das Herrenhaus unter Denkmalschutz.
Heute liegen entlang des Baches mehrere leistungsstarke Ausleitungskraftwerke:
- Ein Vorgänger des KW Murau entstand bereits 1906. Das Kraftwerk in seiner heutigen Form (Nettofallhöhe 28 m, Rohrleitungslänge 1500 m) wurde 2009 von den Stadtwerken Murau eröffnet und ist für eine Ausbauwassermenge von 5000 l/s konzipiert. Die zwei Turbinen mit einer Maximalleistung von 1500 kVA können jährlich bis zu   Mio. kWh produzieren und an die 1000 Haushalte mit Ökostrom versorgen.[8]
- Das KW Krakautal-Rantenbach in Krakauschatten-Moos besteht aus zwei Pelton-Turbinen und wurde 2016 fertiggestellt. Die mit einem Klappenwehr ausgestattete Anlage verfügt über eine Konsensmenge von 2200 l/s und versorgt die Gemeinde Krakau mit Energie.[9]
- Ein weiteres Kraftwerk mit einer Konsensmenge von 3500 l/s befindet sich bei Seebach bis Ende 2017 in Bau.[10]

## Natur
Der Quelllauf liegt im Naturschutzgebiet Krakau–Schöder (NSa 15), der ganze Oberlauf im Europaschutzgebiet Niedere Tauern (VS, EU38/AT2209000) und Landschaftsschutzgebiet Schladminger Tauern (LS11).
An der Mündung ist das Europaschutzgebiet Ober- und Mittellauf der Mur mit Puxer Auwald, Puxer Wand und Gulsen (FFH, EU5/AT2236000) ausgewiesen.